# Åkerneset
Åkerneset è una località della Norvegia situata nella contea di Møre og Romsdal, in particolare sulle rive del fiordo di Sunnylv.
La località è nota soprattutto per la presenza di un'imponente frana che incombe sulle acque del fiordo, studiata e costantemente monitorata da diversi anni proprio per la sua pericolosità, in una zona in cui altre frane di dimensioni rilevanti sono state registrate in passato.

## Dimensioni e struttura

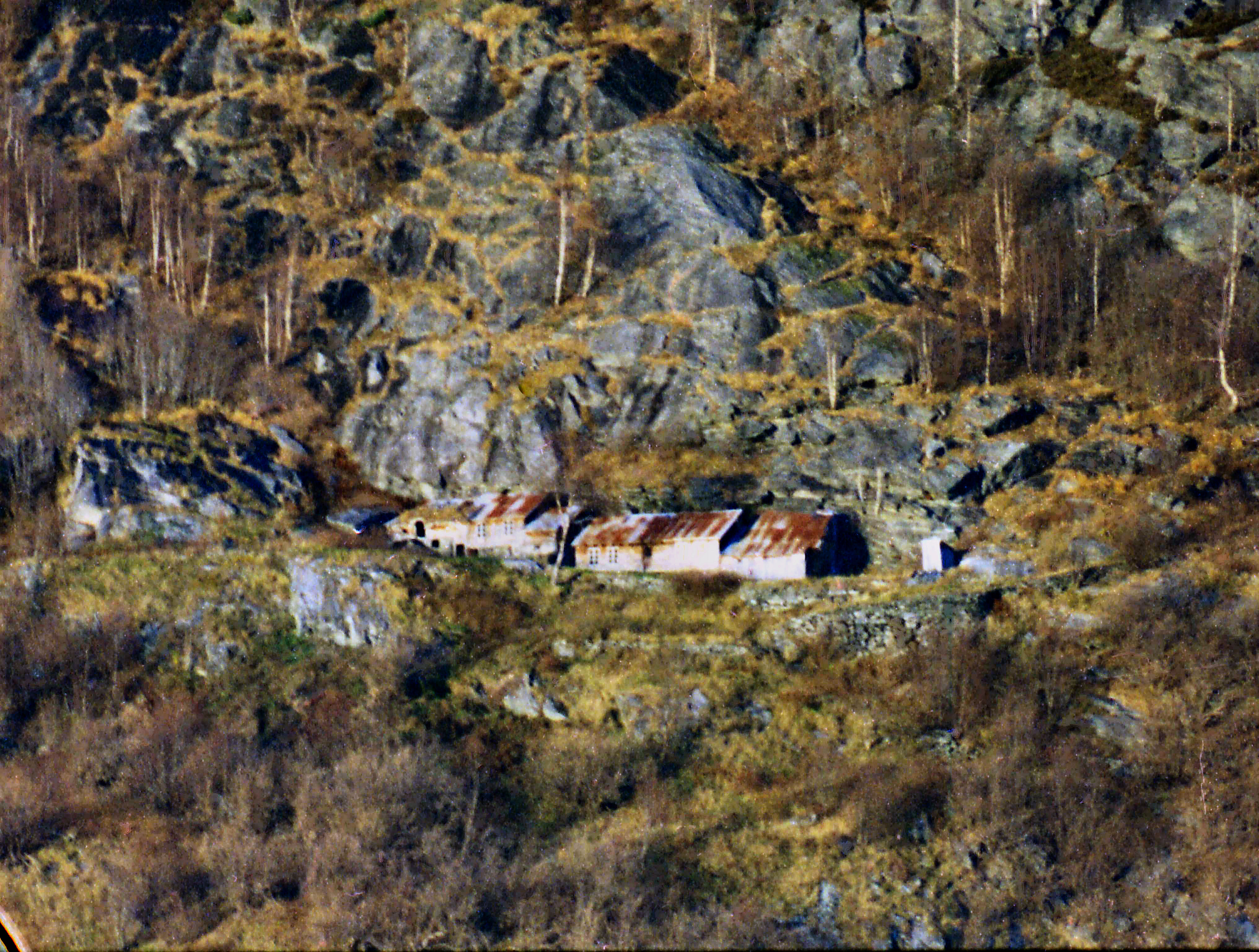
Vista da Oaldsbygda

La frana di Åkerneset, studiata per la prima volta alla fine degli anni ottanta dal Norwegian Geotechnical Institute, ha dimensioni di rilievo: alcuni autori parlano di una superficie interessata di circa 780.000 m² ed un volume roccioso tra i 30 e i 45 milioni di m³, mentre altri indicano dimensioni più ridotte (300.000 m² di superficie e 5-6 milioni di m³ di volume roccioso) ma comunque di rilievo.
La frana è situata su un pendio con un'inclinazione verso sud-est di 35-40°; la superficie su cui poggia è costituita da gneiss quarzitici e feldspatici caratterizzati da una fitta fratturazione, anch'essa verso sud-est. La massa franosa presenta numerose fratture e rotture da tensione ed è interamente coperta da ghiaione e blocchi rocciosi; sulla superficie si susseguono diverse fratture aperte, il cui progresso in ampiezza è stato misurato in circa 15 cm all'anno. Nella parte inferiore, a contatto con la superficie d'appoggio, sono state rilevate brecce finemente granulate contenenti biotite e minerali argillosi.

## Pericoli potenziali
Secondo gli studi, iniziati in maniera intensiva e costante nel 2004, l'eventuale caduta della massa rocciosa nel fiordo sottostante sarebbe in grado di creare uno tsunami in grado di colpire diversi villaggi situati nella parte più interna del fiordo, interessando una popolazione che è tra 200 e 800 abitanti durante tutto l'arco dell'anno e di diverse migliaia durante la stagione turistica.